# Miguel Pedrero
Miguel Pedrero Gómez (La Coruña, 10 de abril de 1976) es un escritor, periodista e investigador español.

## Biografía
Durante más de una década ejerció como reportero freelance para diferentes medios escritos. Es autor de artículos de investigación sobre temas como el mundo del espionaje, enigmas históricos, teorías conspirativas, sociedades secretas, ovnis o fenómenos inexplicables. Actualmente es redactor y coordinador de contenidos de la revista Año/Cero, además de colaborador habitual y reportero del programa radiofónico Espacio en blanco, en Radio Nacional de España, y también en La rosa de los vientos y El colegio invisible, en Onda Cero.
Sus artículos han sido publicados en las revistas Enigmas y Más allá de la Ciencia.
Anteriormente trabajó para diferentes emisoras, como Radio Voz, Radio España o Radio Galega en su programa Milenio, además de participar en la realización de varios documentales televisivos.

## Obra
- Contacto (Edaf), 2004
- Corrupción, las cloacas del poder: Estrategias y mentiras de la política mundial (Investigación Abierta) (Nowtilus), 2004
- Con José Lesta, Franco Top Secret (Temas de Hoy), 2005
- Con José Lesta, Un druida en Compostela: el camino hereje de Santiago (Espejo de Tinta), 2005
- Con José Lesta, Claves Ocultas Del Poder Mundial (Mágico Y Heterodoxo): Club Bilderberg, Masonería, Bin Laden, Fidel Castro, CIA, ETA... (Edaf), 2006
- La Conspiración del Mesías (Ediciones Cydonia), 2007
- Los auténticos Expedientes X (América Ibérica), 2008
- El Enigma Nazi (Edaf), 2009
- Con José Lesta, La tumba del último druida (Ediciones Cydonia), 2010
- El universo no es plano (Palmyra), 2012
- Con Varios autores, Hay otros mundos, pero están en este (Ediciones Cydonia), 2013
- Los 20 mejores expedientes X españoles (Ediciones Cydonia), 2013
- Conocimiento Prohibido (Ediciones Cydonia), 2014
- Con Carlos G. Fernández, Nos vemos en el cielo (La esfera de los libros), 2015
- Proyecto Anticristo (Ediciones Cydonia), 2016
- Dios Existe (Editorial Luciérnaga), 2017
- OVNIS, Mensajeros de la conciencia global (Ediciones Cydonia), 2020
- La verdad prohibida. Cómo los amos del mundo manipulan nuestras mentes para que no descubramos la auténtica realidad (Ediciones Cydonia), 2021
- Pero no lo digas... (Ediciones Cydonia), 2024